# Aleksiej Czeriemisinow
Aleksiej Borisowicz Czeriemisinow (ros. Алексей Борисович Черемисинов, ur. 9 lipca 1985 w Moskwie) – rosyjski szermierz specjalizujący się we florecie, mistrz olimpijski i trzykrotny medalista mistrzostw świata.
Podczas igrzysk olimpijskich w Londynie w 2012 roku był piąty drużynowo i indywidualnie. Na rozgrywanych cztery lata później igrzyskach olimpijskich w Rio de Janeiro reprezentanci Rosji w składzie: Artur Achmatchuzin, Aleksiej Czeriemisinow i Timur Safin wywalczyli złoty medal drużynowo. W rywalizacji indywidualnej zajął tam 23. pozycję.
Podczas mistrzostw świata w Kazaniu w 2014 roku wywalczył złoty medal indywidualnie, wygrywając w finale z Chińczykiem Ma Jianfei. Następnie zdobył srebrny medal w rywalizacji drużynowej na mistrzostwach świata w Moskwie w 2015 roku. W tej samej konkurencji Rosjanie z Czeriemisinowem w składzie zdobyli brązowy medal podczas mistrzostw świata w Wuxi w 2018 roku.
Wielokrotnie zdobywał medale mistrzostw Europy, w tym złote indywidualnie na ME w Legnano (2012) i ME w Nowym Sadzie (2018) oraz drużynowo na ME w Nowym Sadzie (2018).
Na co dzień trenuje w moskiewskim klubie MGFSO.

## Londyn 2012
| Runda          | Przeciwnik          | Państwo           | Wynik |
| -------------- | ------------------- | ----------------- | ----- |
| Pierwsza runda | Tarek Fouad         | Egipt             | 15:8  |
| Druga runda    | Alexander Massialas | Stany Zjednoczone | 15:6  |
| Ćwierćfinał    | Andrea Baldini      | Włochy            | 5:15  |